# Леви, Примо
Примо Леви (итал. Primo Levi, 31 июля 1919, Турин — 11 апреля 1987, там же) — итальянский поэт, прозаик и эссеист, переводчик.

## Биография
Примо Леви родился 31 июля 1919 года в семье пьемонтских евреев Чезаре Леви и Эстер Луццатти, чьи предки в далёком прошлом попали в Италию из Испании и Прованса. Учился в классическом лицее (1934—1937), где преподавали, среди других, Норберто Боббио и Чезаре Павезе, отличавшиеся антифашистскими взглядами.
Окончил химический факультет Туринского университета. Работал в химических лабораториях на мелких предприятиях Турина и Милана.
Вошёл в антифашистскую организацию либерально-социалистического толка «Справедливость и свобода» (итал. Giustizia e Libertà), действовал в составе подпольной группы «Partito d’Azione» на территории частично оккупированной немцами Италии. В 1943 году арестован фашистской милицией, отправлен в предназначенный для евреев концентрационный лагерь Фоссоли под Моденой 11 февраля 1944 года перевезён в Освенцим (Моновиц-Буна), где провел в общей сложности 11 месяцев. К концу года начал работать в лаборатории как химик. В лагере ему помогал итальянец Лоренцо Перроне, позже признанный праведником мира и неоднократно упомянутый в автобиографических произведениях писателя. 27 января 1945 года Примо Леви был освобождён Советской армией (из 650 итальянских евреев в Освенциме остались в живых лишь двадцать). Почти год добирался домой, о чём позже рассказал в книге «Передышка»: был в советском пересыльном лагере для бывших заключенных в Катовице, в рядах Итальянской армии в СССР, через Румынию, Венгрию, Австрию и Германию вернулся в Турин 19 октября 1945 года.
До 1987 года работал на химическом заводе. По официальному заключению полиции, он покончил с собой (бросился вниз с лестницы), хотя версия о самоубийстве подвергается сомнениям, высказывались предположения о несчастном случае.

## Творчество
Его первая книга о заключении в Освенциме «Человек ли это?» была сначала отвергнута крупным издательством Эйнауди, опубликована в 1947 году в небольшом издательстве тиражом 2 000 экземпляров, но, несмотря на положительную рецензию Итало Кальвино в популярной коммунистической газете «Унита», так и не разошлась.
Лишь в 1958 году книга появилась в «Эйнауди», её тут же перевели на английский, французский и немецкий языки, фактически именно она ввела в общественное сознание саму проблематику Холокоста (Шоа), лагерей массового уничтожения, экзистенциального опыта обречённых на смерть. Это положило начало мировой славе Леви, человека исключительно скромного, который пользовался ею только для того, чтобы как можно шире, в сотнях печатных и устных выступлений, рассказать об условиях человеческого существования на краю смерти и о том, что значит лагерь для людей XX века.
Вторая автобиографическая книга Леви — «Передышка».
В ней рассказывается о непростом пути через шесть стран бывшего заключённого концлагеря домой, в родной Турин.
При издании эти две книги обычно печатаются вместе; они же были экранизированы: фильм «Перемирие» (1997) снял режиссёр Франческо Рози по сценарию Тонино Гуэрры, в 2005 году вышел видеофильм по книге «Человек ли это?» режиссёра и актёра Ричарда Уилсона «Примо». Фильм «Примо» это экранизация постановки лондонского Королевского национального театра.
Из других книг Леви особенно известен итоговый сборник автобиографических эссе о лагере и ответственности выживших «Канувшие и спасенные» (1986). Также Леви выступал как переводчик (Гейне, Киплинг, Кафка, Леви-Стросс).

## Посмертная судьба
В 1995 году в Париже создана Ассоциация имени Примо Леви в защиту жертв политических репрессий и пыток. В её Комитет входят Эдгар Морен, Коста-Гаврас, Ариана Мнушкина и другие.

### Произведения
- Se questo è un uomo (1947)[11][12].
- La tregua (1963, премия Кампьелло)[11].
- Storie naturali (1967, книга рассказов, опубл. под псевдонимом, премия Багутта).
- Lilìt e altri racconti (1971, книга рассказов).
- Il sistema periodico (Периодическая система, 1975, книга рассказов).
- La chiave a stella (1978, роман, премия Стрега).
- Se non ora, quando? (1982, роман, премия Кампьелло и премия Виареджо).
- Ad ora incerta (1984, стихи).
- I sommersi e i salvati (1986).
- Conversazioni e interviste 1963—1987 (1997, устные выступления и интервью).

### На русском языке
- Мимете// 31 июня: Сб. юмористической фантастики. М.: Мир, 1968, с.248-255.
- В дар от фирмы// Бандагал: Итальянская фантастика. М.: Мир, 1970, с.31-53.
- Надпись на лбу. Иные. Трудный выбор// Двое на озере Кумран: Сборник научно-фантастических рассказов. М: Мир, 1972, с.67-75, 144—157, 158—176.
- Версалин// Сборник научной фантастики. Выпуск 17. М.: Знание, 1976, с.40-47.
- Патент Симпсона// Дорога воспоминаний: Повести и рассказы писателей Европы М.: Мир, 1981, с.134-146.
- Человек ли это? М.: Текст; Дружба народов, 2001. (Переизд. М.: Текст, 2011.)
- Передышка. М.: Текст, 2002. (Переизд. М.: Текст, 2011.)
- Периодическая система. М.: Текст, 2008
- Канувшие и спасенные / Пер. с итал. и примеч. Е. Б. Дмитриевой. Послесловие Б.Дубина. М.: Новое издательство, 2010

### О нём
- Vicenti F. Invito alla lettura di Primo Levi. Milano: Mursia, 1973.
- Grassano G. Primo Levi. Firenza: La Nuova Italia, 1981.
- Dini M., Jesurum S. Primo Levi, le opere e i giorni. Milano: Rizzoli, 1992.
- Poli G., Calcagno G. Echi di una voce perduta — Incontri, interviste e conversazioni con Primo Levi. Milano: Mursia, 1992.
- Anissimov M. Primo Levi ou la tragédie d’un optimiste: biographie. Paris: Lattès, 1996 (Биография. Архивировано 12 февраля 2006 года.).
- Shoah, Mémoire et écriture: Primo Levi et le dialogue des savoirs. Actes du colloque de Nancy. Paris: L’Harmattan, 1997.
- Spadi M. Le parole di un uomo — Incontro con Primo Levi. Roma: Di Renzo, 1997.
- Primo Levi/ Marco Belpoliti, ed. Milano: Marcos y Marcos, 1997.
- Tellier A. Expériences traumatiques et écriture. Paris: Anthropos, 1998
- Banner G. Holocaust Literature: Schulz, Levi, Spiegelman and the Memory of the Offence. London; Portland: Vallentine Mitchell, 2000.
- Dorra M. Heidegger, Primo Levi et le séquoia la double inconscience/ Paris: Gallimard, 2001.
- Thomson I. Primo Levi. London: Hutchinson, 2002 (биография)
- Angier C. The Double Bond: Primo Levi: A Biography. New York: Farrar, Straus and Giroux, 2002 (биография).
- Primo Levi: the Austere Humanist / Joseph Farrell. ed. Oxford a.o.: Lang, 2004.
- Х. Семпрун День смерти Примо Леви// Он же. Писать или жить. М.: Стратегия, 2002.
- Д. Агамбен «Свидетель» // Синий диван, 2004, № 4, с.177-204.
- Б. Дубин. Свидетель, каких мало. gazeta.rjews.net. Дата обращения: 23 июля 2025.
- Bartrop P. R.[англ.], Jacobs S. L.[англ.]. Fifty Key Thinkers on the Holocaust and Genocide (англ.). — Routledge, 2013. — 336 с. — P. 194-199. — ISBN 978-0-415-77550-2.